# Sezer Badur
Sezer Badur (Berlino Ovest, 20 giugno 1984) è un ex calciatore turco, di ruolo centrocampista.

## Palmarès

### Club

#### Competizioni nazionali
- Coppa di Turchia: 1

Trabzonspor: 2009-2010
- Supercoppa di Turchia: 1

Trabzonspor: 2010